# Elettra De Col
Elettra De Col es una deportista italiana que compitió en curling. Ganó una medalla de plata en el Campeonato Europeo de Curling Femenino de 2006.

## Palmarés internacional
| Campeonato Europeo | Campeonato Europeo | Campeonato Europeo | Campeonato Europeo |
| Año                | Lugar              | Medalla            | Prueba             |
| ------------------ | ------------------ | ------------------ | ------------------ |
| 2006               | Basilea (Suiza)    | Medalla de plata   | Equipo             |